# Vicente Guerrero (Baja California)
Vicente Guerrero es un colonia localizada en el Valle de San Quintin, Baja California, México. Es una área agrícola localizada aproximadamente a 282 kilómetros al sur del Tijuana/San Ysidro. Vicente Guerrero experimenta un clima seco, y es cercano a la playa. Hay ruinas de misiones viejas en las áreas circundantes.
Las principales actividades económicas de dicha localidad son la agricultura y la pesca. Al formar parte del Valle de San Quintín, entre lo que más producen son fresas y tomates, entre otras actividades como la pizca y el empaque.